# Henicopernis longicauda
Henicopernis longicauda е вид птица от семейство Ястребови (Accipitridae).

## Разпространение
Видът е разпространен в Индонезия и Папуа Нова Гвинея.